# Alphonse Apollodore Callet
Pour les articles homonymes, voir Callet.
Alphonse Apollodore Callet, né à Paris le 2 février 1799 et mort à Saint-Maurice le 21 novembre 1831, est un peintre français. Il décède prématurément à 32 ans.

## Biographie
Fils d'Antoine Callet (1755-1850), architecte des bâtiments civils et architecte voyer de la ville de Paris, il est le frère cadet de l'architecte Félix Callet. Il entre à l'École des Beaux-Arts de Paris en 1816 et est élève de Jacques-Louis David et de Jean-Baptiste Regnault. À part son grand tableau L'Embarquement des Parganiotes (3,75 x 4 m), qui a reçu une médaille d'or au Salon de peinture et de sculpture de 1827 et conservé au musée des beaux-arts de Rouen, il n'est connu que par des dessins et quelques tableaux mineurs dont La Condamnation de Séjan conservé au musée des Beaux-Arts de Nîmes

## À propos deL'Embarquement des Parganiotes

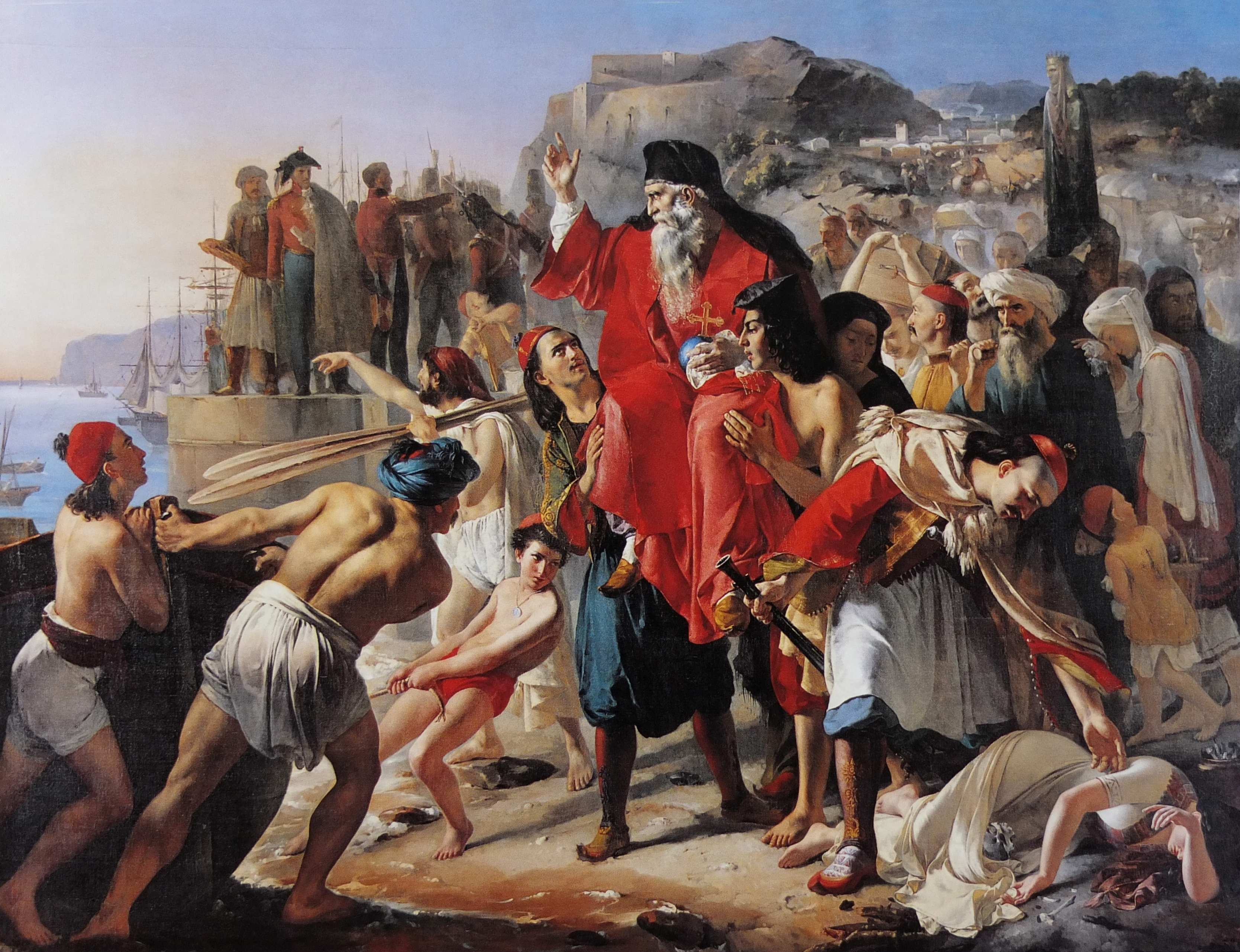
L'Embarquement des Parganiotes, 1827.

Le Salon de 1827 est remarquable par le nombre de tableaux inspirés par la révolte des Grecs contre la domination ottomane qui émeut l'Europe durant les années 1820. Déjà en 1824, les Scènes des massacres de Scio d'Eugène Delacroix avait frappé un grand coup. Une exposition au profit des Grecs est organisée par la galerie Lebrun en 1826. Callet choisit l'épisode de Parga qui est alors populaire, toute la population de la petite ville, cédée par les anglais aux turcs en 1819, préfère  l'exil au joug ottoman, brûlant tout avant de s'embarquer. Un poème du baron du Wicquet d'Ordre, Les Exilés de Parga fournit l'image que le peintre reprend dans son tableau. En 1842, le père de l'artiste fait don du tableau au musée du Louvre.

## Œuvres
- Le Lever de l'Aurore, pastel, musée Antoine Lécuyer, Saint-Quentin[5]. (La date de 1803 est surprenante, l'artiste avait 4 ans ! L'attribution devrait plutôt être à Antoine-François Callet ou bien la date est erronée.).
- Le Condamnation de Séjan, musée des beaux-arts de Nîmes.
- L'Embarquement des Parganiotes, 1827, musée des beaux-arts de Rouen, dépôt du musée du Louvre.
- Portraits de personnalités, ensemble de 12 dessins au crayon de la collection Hippolyte Destailleur conservés au musée Carnavalet[6].